# カンペオナート・ウルグアージョ (ラグビー)
カンペオナート・ウルグアージョ（西: Campeonato Uruguayo de Rugby）は、ウルグアイにおけるラグビーユニオンの国内トップリーグである。ウルグアージョ・デ・クルベス（西: Uruguayo de Clubes）とも呼ばれる。

## 概要
1951年、ウルグアイラグビー協会（URU）の設立に伴い、同国初の全国リーグとなるカンペオナート・ウルグアージョが創設された。前年の1950年には、リーグ創設に先立ち実験的にカンペオナート・カルロス・E・カット（Campeonato Carlos E. Cat）が開催された。
例年レギュラーシーズン後に行われるプレーオフの決勝は、ウルグアイにおけるラグビーのメインスタジアムであるエスタディオ・チャルーアで実施される。

## 歴史
20世紀半ば頃、ウルグアイにおいてラグビーの国内リーグ創設の機運が高まった。これを受け、1950年に実験的に最初のリーグが開催され、モンテビデオ・クリケット、カラスコ・ポロ（2チーム）、オールド・ボーイス、コロニア・ラグビーの計5チームが参加した。大会はオールド・ボーイスが優勝した。
この大会は成功を収め、翌1951年1月31日にウルグアイラグビー協会が設立され、正式に国内リーグ「カンペオナート・ウルグアージョ」が創設された。前年に開催された実験的な大会は、リーグ創設に尽力し、ウルグアイラグビー協会の初代会長にも就任したカルロス・E・カット（Carlos E. Cat）の功績を称してカンペオナート・カルロス・E・カットと名付けられた。
1951年に開催された最初のカンペオナート・ウルグアージョでは、モンテビデオ・クリケットが優勝を収めた。以降は、カラスコ・ポロ、オールド・ボーイスと、1970年代以降に台頭したオールド・クリスティアンスが3強を形成しており、3チームでリーグ全体の約8割の優勝回数を占めている。
2022シーズン時点で、カンペオナート・ウルグアージョのプリメーラ・ディビシオン（1部リーグ）には11チームが所属している。

## 参加チーム
2022シーズンの所属チーム
- オールド・クリスティアンス
- オールド・ボーイス
- カラスコ・ポロ
- モンテビデオ・クリケット
- Ceibos
- Champagnat Rugby
- Los Cuervos Rugby
- Los Lobos
- PSG Rugby
- Seminario
- Trébol

## 歴代優勝チーム
| シーズン | 優勝チーム                                              | 備考                                 |
| -------- | ------------------------------------------------------- | ------------------------------------ |
| 1950     | オールド・ボーイス                                      | Campeonato Carlos E. Cat（前身大会） |
| 1951     | モンテビデオ・クリケット                                |                                      |
| 1952     | オールド・ボーイス、カラスコ・ポロ                      | 2チーム優勝                          |
| 1953     | モンテビデオ・クリケット                                |                                      |
| 1954     | Trouville                                               |                                      |
| 1955     | Colonia Rowing                                          |                                      |
| 1956     | オールド・ボーイス、モンテビデオ・クリケット、Trouville | 3チーム優勝                          |
| 1957     | オールド・ボーイス                                      |                                      |
| 1958     | Trouville、Colonia Rowing                               | 2チーム優勝                          |
| 1959     | オールド・ボーイス                                      |                                      |
| 1960     | Los Cuervos                                             |                                      |
| 1961     | カラスコ・ポロ                                          |                                      |
| 1962     | オールド・ボーイス                                      |                                      |
| 1963     | オールド・ボーイス                                      |                                      |
| 1964     | オールド・ボーイス                                      |                                      |
| 1965     | オールド・ボーイス                                      |                                      |
| 1966     | カラスコ・ポロ                                          |                                      |
| 1967     | オールド・ボーイス                                      |                                      |
| 1968     | オールド・ボーイス、オールド・クリスティアンス          | 2チーム優勝                          |
| 1969     | オールド・ボーイス                                      |                                      |
| 1970     | オールド・クリスティアンス                              |                                      |
| 1971     | La Cachila                                              |                                      |
| 1972     | La Cachila                                              |                                      |
| 1973     | オールド・クリスティアンス、La Cachila                  | 2チーム優勝                          |
| 1974     | La Cachila                                              |                                      |
| 1975     | オールド・ボーイス、La Cachila                          | 2チーム優勝                          |
| 1976     | オールド・クリスティアンス                              |                                      |
| 1977     | オールド・クリスティアンス                              |                                      |
| 1978     | オールド・クリスティアンス                              |                                      |
| 1979     | オールド・クリスティアンス                              |                                      |
| 1980     | オールド・クリスティアンス                              |                                      |
| 1981     | カラスコ・ポロ                                          |                                      |
| 1982     | オールド・クリスティアンス                              |                                      |
| 1983     | カラスコ・ポロ                                          |                                      |
| 1984     | オールド・クリスティアンス                              |                                      |
| 1985     | オールド・クリスティアンス                              |                                      |
| 1986     | オールド・クリスティアンス                              |                                      |
| 1987     | オールド・クリスティアンス                              |                                      |
| 1988     | オールド・クリスティアンス                              |                                      |
| 1989     | オールド・クリスティアンス                              |                                      |
| 1990     | カラスコ・ポロ                                          |                                      |
| 1991     | カラスコ・ポロ                                          |                                      |
| 1992     | カラスコ・ポロ                                          |                                      |
| 1993     | カラスコ・ポロ                                          |                                      |
| 1994     | カラスコ・ポロ                                          |                                      |
| 1995     | カラスコ・ポロ                                          |                                      |
| 1996     | カラスコ・ポロ                                          |                                      |
| 1997     | カラスコ・ポロ                                          |                                      |
| 1998     | カラスコ・ポロ                                          |                                      |
| 1999     | カラスコ・ポロ                                          |                                      |
| 2000     | カラスコ・ポロ                                          |                                      |
| 2001     | カラスコ・ポロ                                          |                                      |
| 2002     | カラスコ・ポロ                                          |                                      |
| 2003     | カラスコ・ポロ                                          |                                      |
| 2004     | カラスコ・ポロ                                          |                                      |
| 2005     | カラスコ・ポロ                                          |                                      |
| 2006     | カラスコ・ポロ                                          | 17連覇達成                           |
| 2007     | オールド・クリスティアンス                              |                                      |
| 2008     | カラスコ・ポロ                                          |                                      |
| 2009     | カラスコ・ポロ                                          |                                      |
| 2010     | オールド・ボーイス                                      |                                      |
| 2011     | カラスコ・ポロ                                          |                                      |
| 2012     | カラスコ・ポロ                                          |                                      |
| 2013     | オールド・ボーイス                                      |                                      |
| 2014     | カラスコ・ポロ                                          |                                      |
| 2015     | オールド・クリスティアンス                              |                                      |
| 2016     | オールド・クリスティアンス                              |                                      |
| 2017     | オールド・クリスティアンス                              |                                      |
| 2018     | Trébol                                                  |                                      |
| 2019     | オールド・クリスティアンス                              |                                      |
| 2020     | カラスコ・ポロ                                          |                                      |
| 2021     | オールド・ボーイス                                      |                                      |
| 2022     | Trébol                                                  |                                      |